# Umritt

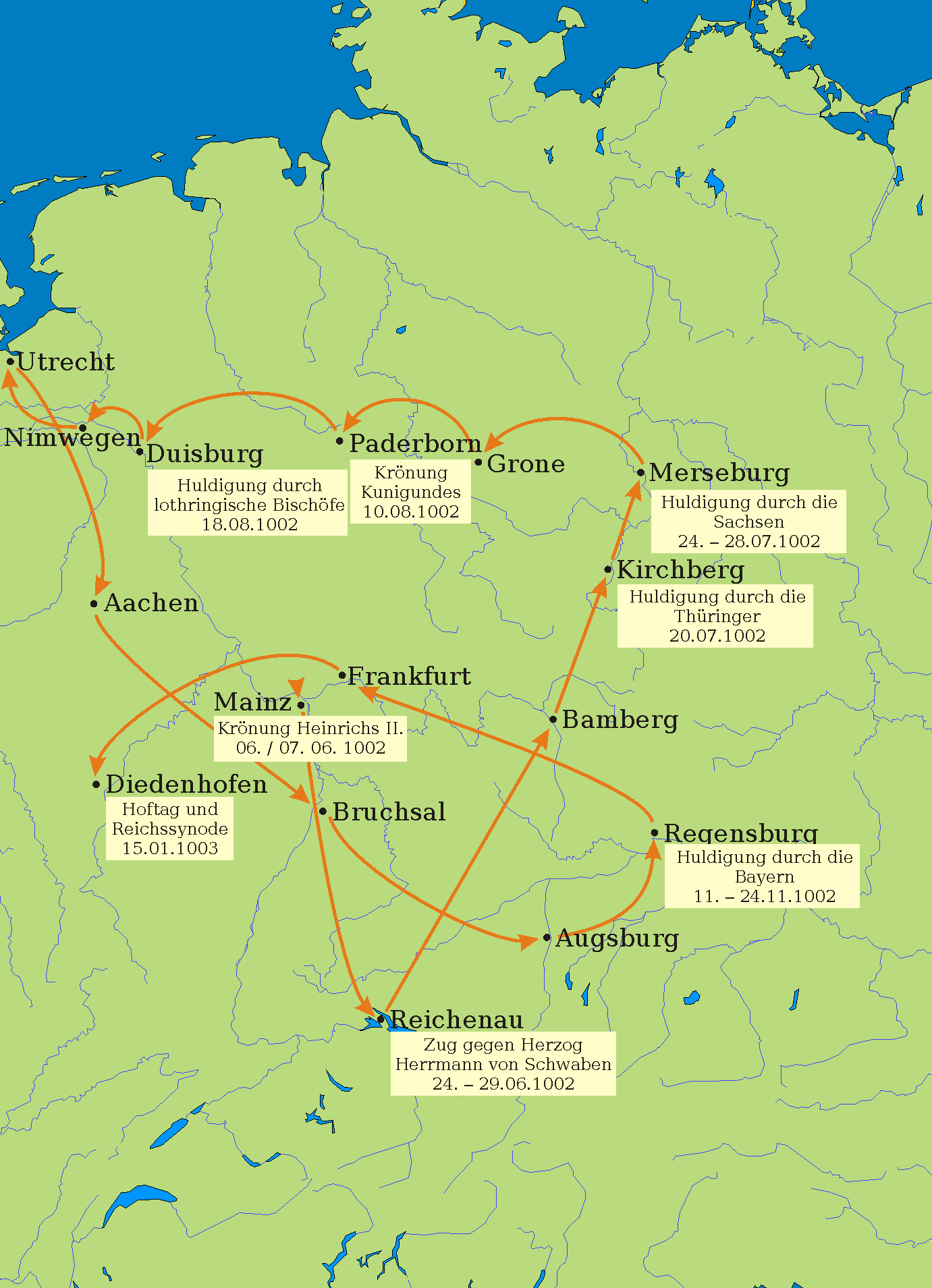
Corso della cavalcata nel regno del re di Enrico II nel 1002/03

L'Umritt, traducibile in modo approssimativo in cavalcata, originariamente si riferiva alla presa di possesso di un territorio attraverso lo spostamento all'interno di esso. Questa attività poteva avere dimensioni geografiche molto diverse.

## La cavalcata per il possesso
La parola tedesca Beritt indica un piccolo distretto, ad esempio un distretto forestale, oltre che una piccola forza di cavalleria. Nomi di luoghi come Bifang, Byfang o Meringe derivano da questa parola. La parola ujazd o ujezd ha più o meno lo stesso significato nelle lingue slave: nella Repubblica Ceca sono presenti più di cento località chiamate Újezd, in Lusazia due località chiamate Uhyst (in sorabo Wujezd), nell'Alta Slesia Ujazd. In Russia, l'ujezd (Уезд) era l'unità amministrativa di secondo livello più comune, cioè dopo i governatorati, fino agli anni '20 del XX secolo.

## La cavalcata reale (Königsumritt)
Un Königsumritt (anche Umritt, Umfahrt o Umgang), in italiano cavalcata reale, era il nome dato al viaggio di un re appena eletto attraverso tutte, o almeno la maggior parte, dei territori dell'impero. Sebbene l'Umritt non fosse strettamente necessario, esso rappresentava l'inaugurazione del nuovo regno o come esibizione cerimoniale del nuovo sovrano.
Nel Medioevo, l'Umritt fu intrapreso dai re merovingi Clodoveo, Teudeberto, Clotario I e suo figlio Cramno, nonché a Gundovaldo e Childerto II.
Dopo una pausa di secoli, i Königsumritte furono nuovamente ripresi dai sovrani Ludovico il Fanciullo, Corrado I, Enrico I, Enrico II e Corrado II. Per le circostanze della loro elezione, si sentivano in dovere di ottenere il consenso dei principi attraverso atti di omaggio o a rompere con la forza la resistenza alla loro elezione, legando così a sé le singole parti dell'Impero.
Le due Umritte di Enrico III, dopo la sua elevazione a re dei Romani nel 1028/29 e dopo la sua ascesa al trono nel 1039/40, dove partecipò alle Stammestage e accettò gli omaggi, erano probabilmente di carattere più rappresentativo. Corrado III, che era stato eletto da una minoranza solo nel 1138, trovò l'accettazione generale solo in un Umritt.
Dall'elezione di Rodolfo d'Asburgo da parte degli elettori nel 1273, non si furono più Königsumritte.